# Лаванда зубчаста
Лаванда зубчаста (Lavandula dentata) — вид квіткових рослин родини глухокропивових (Lamiaceae).

## Опис

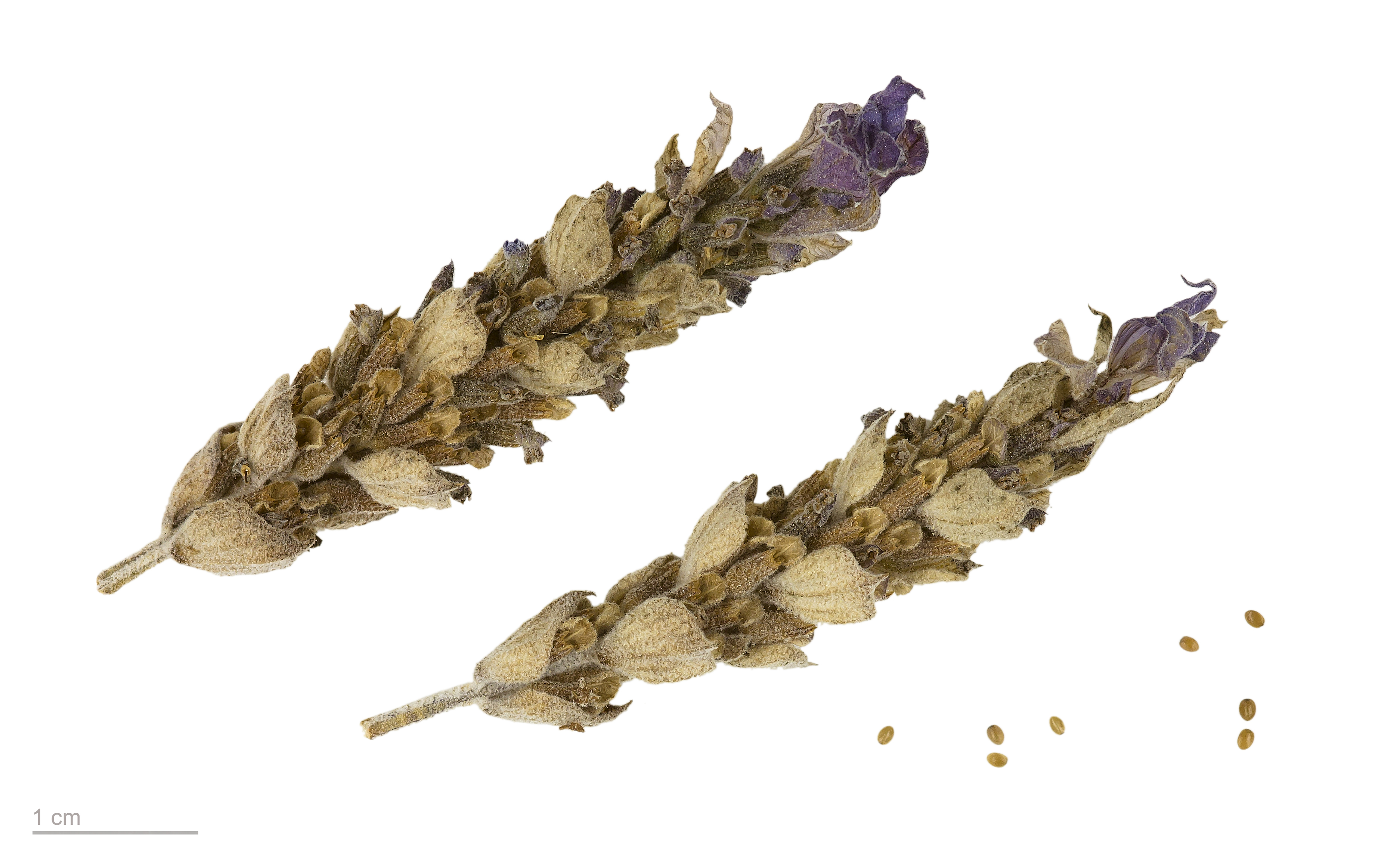
Плоди та насіння Lavandula dentata. Тулузький музей.

Це вічнозелений чагарник. Сіро-повстяні листя лінійно-довгасті і зубчасті. Рослини можуть досягати 0,3-0,9 м в ширину і висоту. Хоча ця лаванда не використовується для кулінарних цілей, вона має хороший чистий аромат. Рослина з фіолетовими квітами, увінчана блідо-фіолетовими приквітками, які вперше з'являються в кінці весни. Ця прекрасна лаванди може цвісти без перерви з початку літа і цвісти цілий рік в теплиці. Плоди мають довжину від 1 до 1,5 мм.

## Поширення
Країни поширення: Алжир; Марокко; Туніс; Гібралтар; Іспанія [південні та східні Балеарські острови). Рідне середовище проживання включає в себе низькі пагорби вапнякових субстратів серед інших чагарників на висотах від 0 до 400 метрів. Як і інші лаванди, особливо пов'язаний з сухими, сонячними, добре дренованими умовами в лужному ґрунті.